# دی باست
دمارکیس «دی» باست (انگلیسی: Dee Bost؛ زادهٔ ۱۲ اکتبر ۱۹۸۹) بازیکن بسکتبال بلغاری‌تبار اهل ایالات متحده آمریکا است. او همچنین نماینده بین‌المللی تیم ملی بسکتبال بلغارستان است. او برای تیم بسکتبال دانشگاه ایالتی می‌سی‌سی‌پی بازی کرده‌است.